# Manor (India)
Manor (o Manori, Munnar) è una suddivisione dell'India, classificata come census town, di 8.345 abitanti, situata nel distretto di Thane, nello stato federato del Maharashtra. In base al numero di abitanti la città rientra nella classe V (da 5.000 a 9.999 persone).

## Geografia fisica
La città è situata a 19° 45' 0 N e 72° 55' 0 E e ha un'altitudine di 19 m s.l.m..

## Società

### Evoluzione demografica
Al censimento del 2001 la popolazione di Manor assommava a 8.345 persone, delle quali 4.323 maschi e 4.022 femmine. I bambini di età inferiore o uguale ai sei anni assommavano a 1.135, dei quali 587 maschi e 548 femmine. Infine, coloro che erano in grado di saper almeno leggere e scrivere erano 5.652, dei quali 3.204 maschi e 2.448 femmine.